# Nicol Delago
Nicol Delago (ur. 5 stycznia 1996 w Bressanone) – włoska narciarka alpejska, dwukrotna medalistka mistrzostw świata juniorów.

## Kariera
Na arenie międzynarodowej po raz pierwszy pojawiła się 27 listopada 2011 roku w Sulden, gdzie w zawodach juniorskich nie ukończyła drugiego przejazdu w gigancie. W 2014 roku wystartowała na mistrzostwach świata juniorów w Jasnej, gdzie jej najlepszym wynikiem było 17. miejsce w zjeździe. Podczas rozgrywanych rok później mistrzostw świata juniorów w Hafjell w tej samej konkurencji zdobyła brązowy medal. Wynik ten powtórzyła na mistrzostwach świata juniorów w Soczi w 2016 roku.
W zawodach Pucharu Świata zadebiutowała 24 stycznia 2015 roku w Sankt Moritz, gdzie zajęła 43. miejsce w zjeździe. Pierwsze pucharowe punkty wywalczyła 18 grudnia 2015 roku w Val d’Isère, zajmując 17. miejsce w kombinacji. Na podium zawodów pucharowych pierwszy raz stanęła trzy lata później, 18 grudnia 2018 roku w Val Gardena, kończąc zjazd na drugiej pozycji. Uplasowała się tam między Ilką Štuhec ze Słowenii oraz Austriaczką Ramoną Siebenhofer.
W 2018 roku wystartowała na igrzyskach olimpijskich w Pjongczangu, gdzie nie ukończyła rywalizacji w zjeździe.

## Osiągnięcia

### Igrzyska olimpijskie
| Miejsce | Dzień     | Rok  | Miejscowość | Konkurencja     | Czas    | Strata | Zwyciężczyni   |
| ------- | --------- | ---- | ----------- | --------------- | ------- | ------ | -------------- |
| DNF     | 21 lutego | 2018 | Pjongczang  | Zjazd           | 1:40,98 | -      | Sofia Goggia   |
| 11.     | 15 lutego | 2022 | Pekin       | Zjazd           | 1:31,87 | +1,82  | Corinne Suter  |
| DNF2    | 17 lutego | 2022 | Pekin       | Superkombinacja | 2:25,67 | -      | Michelle Gisin |

### Mistrzostwa świata
| Miejsce | Dzień     | Rok  | Miejscowość        | Konkurencja     | Czas biegu | Strata | Zwyciężczyni   |
| ------- | --------- | ---- | ------------------ | --------------- | ---------- | ------ | -------------- |
| 12.     | 8 lutego  | 2019 | Åre                | Superkombinacja | 2:02,13    | +2,56  | Wendy Holdener |
| 6.      | 10 lutego | 2019 | Åre                | Zjazd           | 1:01,74    | +0,62  | Ilka Štuhec    |
| 18.     | 11 lutego | 2023 | Courchevel/Méribel | Zjazd           | 1:28,03    | +1,41  | Jasmine Flury  |

### Mistrzostwa świata juniorów
| Miejsce | Dzień     | Rok  | Miejscowość | Konkurencja     | Czas biegu | Strata | Zwyciężczyni        |
| ------- | --------- | ---- | ----------- | --------------- | ---------- | ------ | ------------------- |
| DNF1    | 27 lutego | 2014 | Jasná       | Gigant          | 1:52,86    | -      | Marta Bassino       |
| DNF1    | 28 lutego | 2014 | Jasná       | Slalom          | 1:36,09    | -      | Petra Vlhová        |
| 22.     | 3 marca   | 2014 | Jasná       | Supergigant     | 1:14,71    | +1,83  | Corinne Suter       |
| DNF2    | 3 marca   | 2014 | Jasná       | Superkombinacja | 2:11,34    | -      | Elisabeth Kappauer  |
| 17.     | 5 marca   | 2014 | Jasná       | Zjazd           | 1:24,19    | +2,37  | Corinne Suter       |
| 14.     | 10 marca  | 2015 | Hafjell     | Supergigant     | 1:23,81    | +1,50  | Federica Sosio      |
| 30.     | 10 marca  | 2015 | Hafjell     | Superkombinacja | 2:08,54    | +5,14  | Rahel Kopp          |
| 3.      | 10 marca  | 2015 | Hafjell     | Zjazd           | 1:32,58    | +0,75  | Mina Fürst Holtmann |
| 3.      | 27 lutego | 2016 | Soczi       | Zjazd           | 1:13,95    | +0,31  | Valérie Grenier     |
| DNF     | 29 lutego | 2016 | Soczi       | Supergigant     | 1:10,48    | -      | Nina Ortlieb        |
| DNF1    | 1 marca   | 2016 | Soczi       | Superkombinacja | 1:59,32    | -      | Aline Danioth       |
| 6.      | 8 marca   | 2017 | Åre         | Zjazd           | 1:25,27    | +0,66  | Alice Merryweather  |
| 10.     | 9 marca   | 2017 | Åre         | Supergigant     | 1:15,10    | +2,66  | Nadine Fest         |
| DNF1    | 10 marca  | 2017 | Åre         | Superkombinacja | 2:09,05    | -      | Nadine Fest         |

### Puchar Świata

#### Miejsca w klasyfikacji generalnej
- sezon 2009/2010: 90.
- sezon 2013/2014: 62.
- sezon 2014/2015: 70.
- sezon 2015/2016: 47.
- sezon 2016/2017: 39.
- sezon 2017/2018: 29.
- sezon 2018/2019: 31.
- sezon 2019/2020: 28.
- sezon 2021/2022: 53.
- sezon 2022/2023: 57.
- sezon 2023/2024: 40.

#### Miejsca na podium w zawodach
1. Val Gardena – 18 grudnia 2018 (zjazd) – 2. miejsce
2. Lake Louise – 8 grudnia 2019 (supergigant) – 2. miejsce
3. Altenmarkt-Zauchensee – 11 stycznia 2020 (zjazd) – 2. miejsce
4. Altenmarkt-Zauchensee – 13 stycznia 2024 (zjazd) – 3. miejsce
5. Saalbach – 23 marca 2024 (zjazd) – 3. miejsce